# Online Educa Berlin
Online Educa Berlin(OEB) es una conferencia anual sobre educación y formación basada en las nuevas tecnologías (aprendizaje electrónico). Desde que se celebró por primera vez en 1995, el evento ha continuado mostrando resultados positivos de forma creciente. 
Se considera una de las conferencias internacionales más importantes del sector. En 2007 más de 2.000 participantes representantes de más de 90 países asistieron a la conferencia.
En ella, se reúnen delegados del más alto nivel en la toma de decisiones dentro de los sectores de la educación, empresa e instituciones públicas, haciendo de OEB la red de intercambio más importante para expertos, profesionales y nuevos usuarios de e-learning y la educación a distancia en general.
Especialistas de la formación intervinieron en las sesiones y seminarios, dirigieron debates y talleres en los que se introdujeron las últimas novedades del sector. Asimismo, los asistentes pudieron tomar nota de nuevos proyectos, aplicaciones prácticas, softwares de aprendizaje y los últimos resultados de las investigaciones en el campo de las nuevas tecnologías para la educación.
El evento se celebra enteramente en inglés y viene acompañado de una extensa área de exposición, donde se reúnen los proveedores más destacados e importantes del sector del aprendizaje electrónico.